# Nógrádi Bence
Nógrádi Bence (Orosháza, 2002. július 29. –) magyar rövidpályás gyorskorcsolyázó.

## Pályafutása
A szegedi Tuti Korcsolyázó Közhasznú Sport Egyesületben (TKK SE) kezdett korcsolyázni, ahol nevelőedzője Tutrai Tamás volt. Később az FTC gyorskorcsolyázója lett.
A 2022. évi téli olimpiai játékokon a férfi 5000 méteres váltóban a magyar csapat tagja volt.

## Magánélete
A szegedi piarista gimnázium tanulója volt.

## Díjai, elismerései
- Az év magyar rövid pályás gyorskorcsolyázója: 2023[3]